# Calathea brenesii
Calathea brenesii là một loài thực vật có hoa trong họ Marantaceae. Loài này được Standl. mô tả khoa học đầu tiên năm 1937.